# ペペ・フアン
ホセ・"ぺぺ"・フアン・スアレス・カブレラ（José Juan Suárez Cabrera、1954年12月4日 - ）は、スペイン・ラス・パルマス出身の元サッカー選手。ポジションはフォワード。